# Heliodoxa
A Heliodoxa a madarak osztályának sarlósfecske-alakúak (Apodiformes) rendjébe és a kolibrifélék (Trochilidae) családjába tartozó nem.

## Rendszerezésük
A nemet John Gould angol ornitológus írta le 1850-ben, az alábbi fajok tartoznak ide:
- Heliodoxa schreibersii
- Heliodoxa xanthogonys
- Heliodoxa gularis
- Heliodoxa branickii
- Heliodoxa aurescens
- Heliodoxa rubricauda[1] vagy Clytolaema rubricauda[2]
- zöldkoronás briliánskolibri (Heliodoxa jacula)
- Heliodoxa leadbeateri
- Heliodoxa rubinoides
- Heliodoxa imperatrix

## Előfordulásuk
Közép-Amerikában és Dél-Amerika északi részén honosak. Természetes élőhelyeik a szubtrópusi vagy trópusi erdők és cserjések.

## Megjelenésük
Testhosszuk 10,5–17 centiméter közötti.

## Életmódjuk
Nektárral táplálkoznak.